# 久米之癒
久米之癒（くめのゆ）は、愛媛県松山市南久米町325-1にある公衆浴場である。東道後温泉郷に所在している。

## 概要
この地域の企業である「そらともり株式会社」が経営している。
加水なしの源泉掛け流しで、泡風呂、寝湯、檜風呂のほかに岩盤浴が売り物である。この岩盤浴は、日尾八幡神社境内にある温泉守護神「東道後神社」に祀られる天照大神（日）、月夜見神（月）、天之御中主神（星）の守護神を表しており、三玉石の遠赤外線効果がある。なお、三玉石のフィルターで濾過した源泉は飲用が可能である。
また、軽食コーナーやエステ、理髪店、コインランドリーが設置されている。
- 源泉
  - 東道後温泉源泉2,4,6号
- 効能
  - 神経痛、筋肉痛、関節痛、五十肩、運動麻痺、関節のこわばり、うちみ、くじき、慢性消化器病、痔疾、冷え性、病後回復期、疲労回復、健康増進

注：効能はその効果を万人に保障するものではない。

## 歴史
- 1990年（平成2年）12月 - ユートピア温泉東道後として開業する。
- 2006年（平成18年）10月 - 東道後温泉久米之癒としてリニューアルする。